# جیمز داگلاس پیرسون
جیمز داگلاس پیرسون (به انگلیسی: James Douglas Pearson) کتابدار و کتاب‌شناس بریتانیایی در زمینه اسلام‌شناسی بود. او بنیان‌گذار ایندکس اسلامیکوس است. پیرسون تا ۱۳۶۱ ش / ۱۹۸۲ سردبیری ایندکس اسلامیکوس را بر عهده داشت.
پیرسون در ۱۳۵۰ ش / ۱۹۷۱ مجموعه اطلاعات و مطالعات خود را دربارهٔ نسخ خطی شرقی موجود در کتابخانه‌های اروپایی و آمریکای شمالی به چاپ رسانید. در سال ۱۳۵۱ ش / ۱۹۷۲ م به سمت عضو ارشد و سپس به استادی کرسی کتابشناسی در حوزه آسیا و آفریقا در دانشگاه لندن برگزیده شد.